# Harry Frommermann

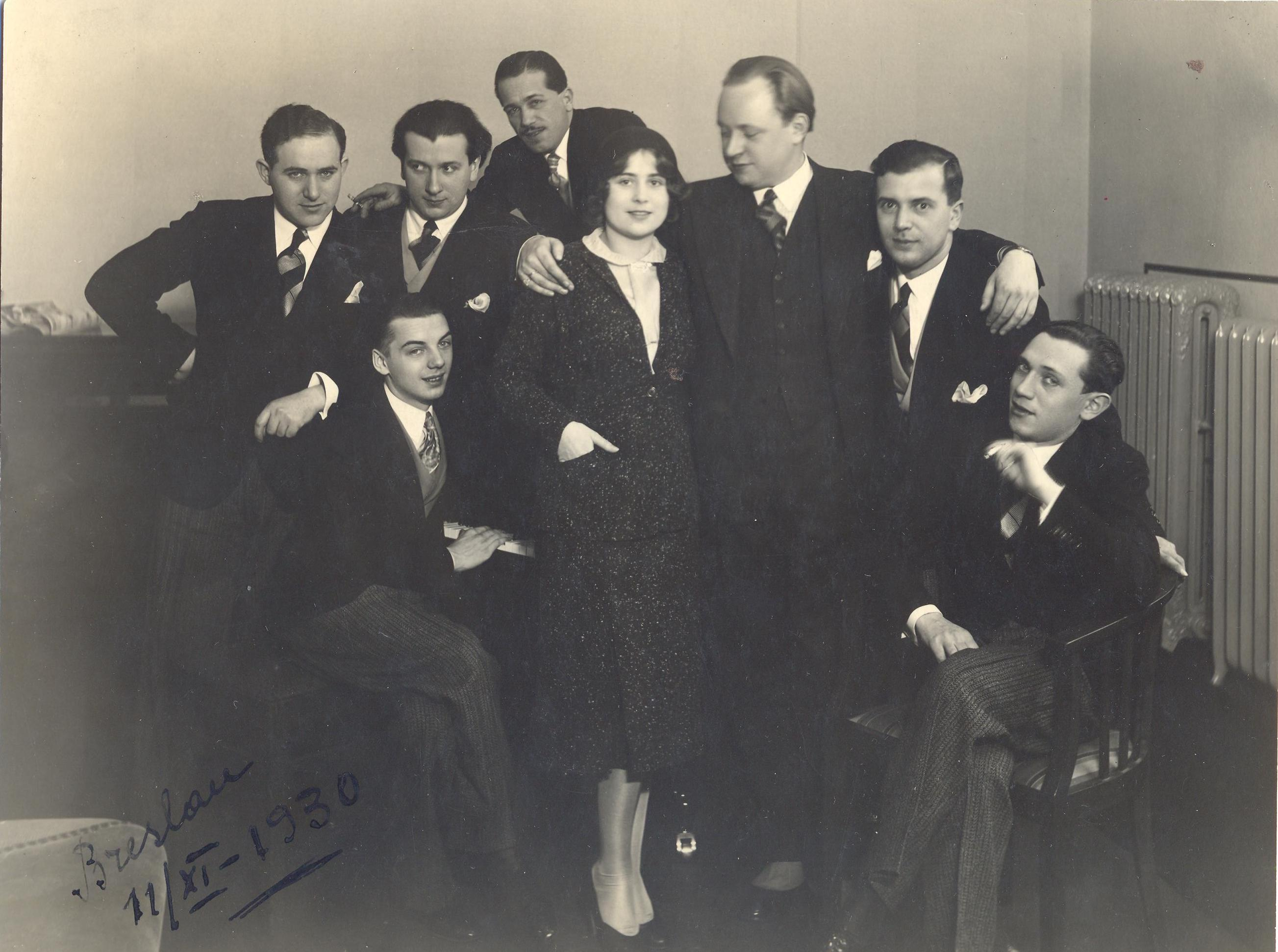
Harry Frommermann (rechts sitzend) mit den Comedian Harmonists 1930

Harry Frommermann (* 12. Oktober 1906 in Berlin; † 29. Oktober 1975 in Bremen; in der Emigration Harry Frohman) war ein deutscher Sänger. Bekannt geworden ist er als Gründer, Arrangeur und 3. Tenor des Berliner Ensembles Comedian Harmonists.

## Leben

### Herkunft und Ausbildung

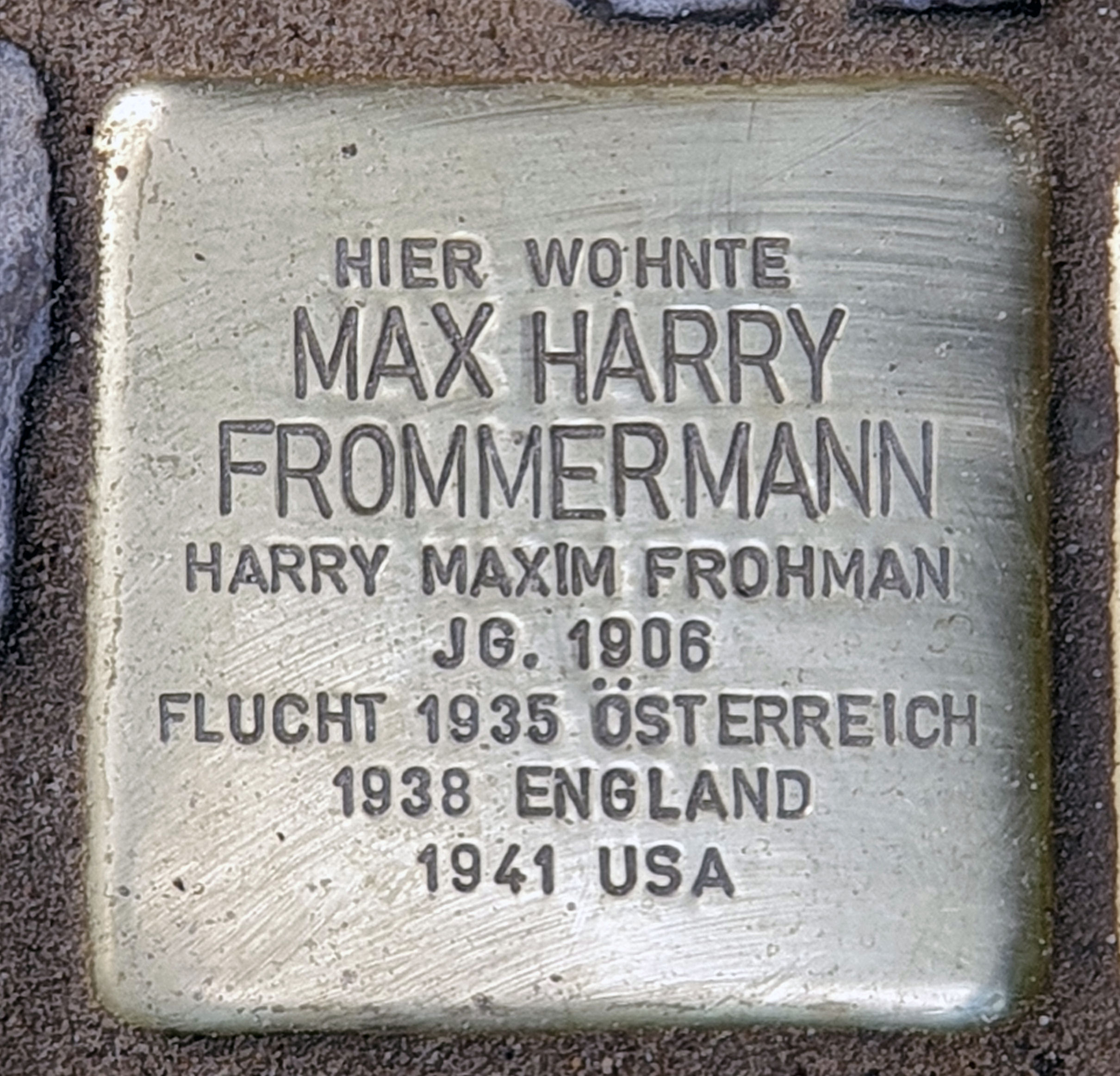
Stolperstein am Haus, Paulsborner Straße 20, in Berlin-Halensee

Frommermann stammte aus einer jüdischen Familie. Sein Vater Alexander Frommermann (1856–1924), der aus dem russischen Kaiserreich über Wien nach Leipzig und dann nach Berlin kam, war früher Opernsänger, wirkte als Kantor in einer Berliner jüdischen Gemeinde und leitete eine Kantorenschule mit privatem Konservatorium in der Auguststraße 46. Seine Mutter Maria Leonie Frommermann, geborene Emsheimer (1874–1927) hatte den Beruf der Putzmacherin erlernt.
Harry wurde in der Rosenthaler Straße in Berlin geboren. Von früher Kindheit an erhielt er Unterricht in Harmonielehre und Musiktheorie bei seinem Vater und zudem Klavierunterricht. Da sein Vater mit dem Dirigenten Arthur Nikisch befreundet war, durfte Harry einige Proben mit den Berliner Philharmonikern besuchen. Während seiner Schulzeit wirkte er bei Theateraufführungen mit und besuchte häufig Theatervorstellungen. So entschied er sich nach dem Abschluss der Mittelschule im Jahr 1922 für eine Schauspielausbildung. Auf den Wunsch seines Vaters hin begann er jedoch eine kaufmännische Lehre, die er erst nach dem Tod des Vaters im Jahr 1924 abbrach, um sich an der Staatlichen Schauspielschule einzuschreiben. Wegen schlechten Betragens wurde er allerdings nach einem halben Jahr von der Schule verwiesen.

### Comedian Harmonists
Ab 1926 übernahm Frommermann kleine Rollen an der Berliner Volksbühne. 1927 bezog er eine Mansardenwohnung in der Stubenrauchstraße 47 in Berlin-Friedenau. Gemeinsam mit seinem Freundeskreis begeisterte er sich für das US-amerikanische Gesangsquartett The Revelers. Mit dem Ziel, nach deren Vorbild ein Gesangsensemble in Deutschland zu gründen, gab er 1927 folgende Zeitungsanzeige auf:

„Achtung. Selten. Tenor, Baß (Berufssänger, nicht über 25), sehr musikalisch, schön klingende Stimmen, für einzig dastehendes Ensemble, unter Angabe der täglich verfügbaren Zeit gesucht.“

Unterstützt wurde er dabei vom Pianisten Theodor Steiner (1905–1970). Ende des Jahres 1927 gründeten sie die Gesangsgruppe Melody Makers, die sich bald darauf Comedian Harmonists nannte. Als Arrangeur verfasste Frommermann die Chorsätze der Lieder. Ab dem ersten Auftritt 1928 begann eine beispiellose Karriere des Ensembles. Zahlreichen Auftritten in Berlin folgten Schallplattenaufnahmen und mehrere Tourneen durch Deutschland und halb Europa. Reichspropagandaminister Joseph Goebbels gefiel der Erfolg der „jüdischen“ Gruppe überhaupt nicht, er setzte im Februar 1935 deren Auftrittsverbot in der Reichskulturkammer durch. Das letzte Konzert der Gruppe in Deutschland fand am 25. März 1934 in Hannover statt, das letzte Konzert überhaupt am 23. Januar 1935 in Frederikstad in Norwegen.
Die drei jüdischen Mitglieder Harry Frommermann, Roman Cycowski und Erich A. Collin wanderten 1935 nach Wien aus, von wo aus sie unter dem Namen Comedy Harmonists weiterhin erfolgreich Tourneen in aller Welt absolvierten. Im Dezember 1941 wurden sie in New York vom Eintritt der USA in den Krieg überrascht und das Ensemble fiel auseinander. Frommermanns Versuch, in New York mit einem anderen Ensemble neu anzufangen, scheiterte an Geldmangel.

### Zweiter Weltkrieg und Nachkriegszeit
Während des Zweiten Weltkriegs trat er 1943 in die US-Armee ein und änderte seinen Namen in Frohman. Er erhielt die US-amerikanische Staatsbürgerschaft. Wegen eines Dienstunfalls musste er nicht an die Front, sondern unterhielt als Entertainer die Verwundeten.
Nach Kriegsende und der Entlassung aus der US-Armee im August 1945 kehrte er nach Deutschland zurück und war ab Oktober desselben Jahres als Übersetzer bei den Nürnberger Prozessen tätig. Von 1946 bis 1947 war er als Kontrolloffizier der US-Administration am Aufbau des RIAS in Berlin beteiligt, unter anderem in der Programmgestaltung. Anschließend ging er nach Zürich und arbeitete als Immobilienmakler.
1948 gründete Erich Collin mit amerikanischen Musikern eine neue Gruppe. Als deren Buffo während der Skandinavientournee im September 1948 überraschend starb, sprang Frommermann für den Rest der Tournee ein und wirkte ebenfalls bei den Plattenaufnahmen der Gruppe im Frühjahr 1949 mit. Danach löste sich das Ensemble auf und Frommermann wurde 1949 künstlerischer Beirat beim Radio. Dort gründete er eine Gruppe mit Sängern und Sängerinnen Harry Frohman and his Harmonists, mit der er eine ganze Reihe von Auftritten bei der RAI absolvierte.
1951 kehrte er in die Schweiz zurück. Sein Plan, dort eine Import-Export-Firma aufzubauen, schlug fehl. In den USA bemühte er sich ohne Erfolg, eine Anstellung beim Fernsehen zu erhalten. Da die geringen Tantiemen, die er für frühere Aufnahmen von His Master’s Voice erhielt, für den Lebensunterhalt nicht ausreichten, übernahm Frommermann verschiedene Jobs. Er arbeitete zum Beispiel als Fabrikarbeiter, Hilfsbuchhalter, Taxifahrer oder als Verkäufer von Küchenmöbeln. Sein Gesundheitszustand verschlechterte sich fortwährend.
Musikalisch startete er im Herbst 1953 in New York einen neuen Versuch als Harry M. Frohman – The Vocal Orchestra, bei dem er als Ein-Mann-Orchester mit seiner Stimme Instrumente imitierte und per Tonband zusammenschnitt. Von diesen Experimenten ist nur eine Aufnahme von Rimski-Korsakows Hummelflug erhalten.

### Letzte Jahre in Deutschland
1960 beantragte Frommermann eine Entschädigung für den Verlust seiner Existenz durch die Nürnberger Rassengesetze des Dritten Reichs. 1962 erhielt er eine lebenslange Rente zugesprochen und kehrte nach Deutschland zurück. Er war nun ständig krank und starb am 29. Oktober 1975 im Alter von 69 Jahren in Bremen. Seine Grabstätte befindet sich auf dem Riensberger Friedhof (Grabstelle T299).

## Privates
Frommermann war seit 1931 mit Marie Erna Elise Linn Eggstein (1905–1992) verheiratet, die sich nach ihrer Einbürgerung in die USA Marion Frohman nannte. Die Ehe wurde 1952 geschieden, nachdem sich das Paar auseinandergelebt hatte. 1956 heiratete er die deutschstämmige Amerikanerin Olga Bertha Wolff (1925–1964), von der er sich 1959 ohne Scheidung trennte. Bereits 1946/47 hatte er in Berlin Erika von Späth kennengelernt, mit der er über die Jahre Briefkontakt hielt und in deren Haus er ab 1968 lebte.

## Filme und Gedenken
1975 drehte Eberhard Fechner seinen bekannten Dokumentarfilm über die Comedian Harmonists. Es hatten bereits Vorgespräche für das Interview mit Frommermann stattgefunden, der jedoch 14 Tage vor Beginn der Dreharbeiten starb. Im Film wurden daher Frommermanns Lebensgefährtin Erika von Späth und seine erste Frau interviewt.
In Joseph Vilsmaiers Film Comedian Harmonists (1997) wurde Frommermann von Ulrich Noethen verkörpert.
Am 31. August 2023 wurden vor Frommermanns ehemaligen Wohnort in Berlin-Halensee, Paulsborner Straße 20, Stolpersteine für ihn und seine Frau verlegt.